# Munna fabricii
Munna fabricii là một loài chân đều trong họ Munnidae. Loài này được Krøyer miêu tả khoa học năm 1846.